# Naissance en 966
Naissance
- 962
- 963
- 964
- 965
- 966
- 967
- 968
- 969
- 970

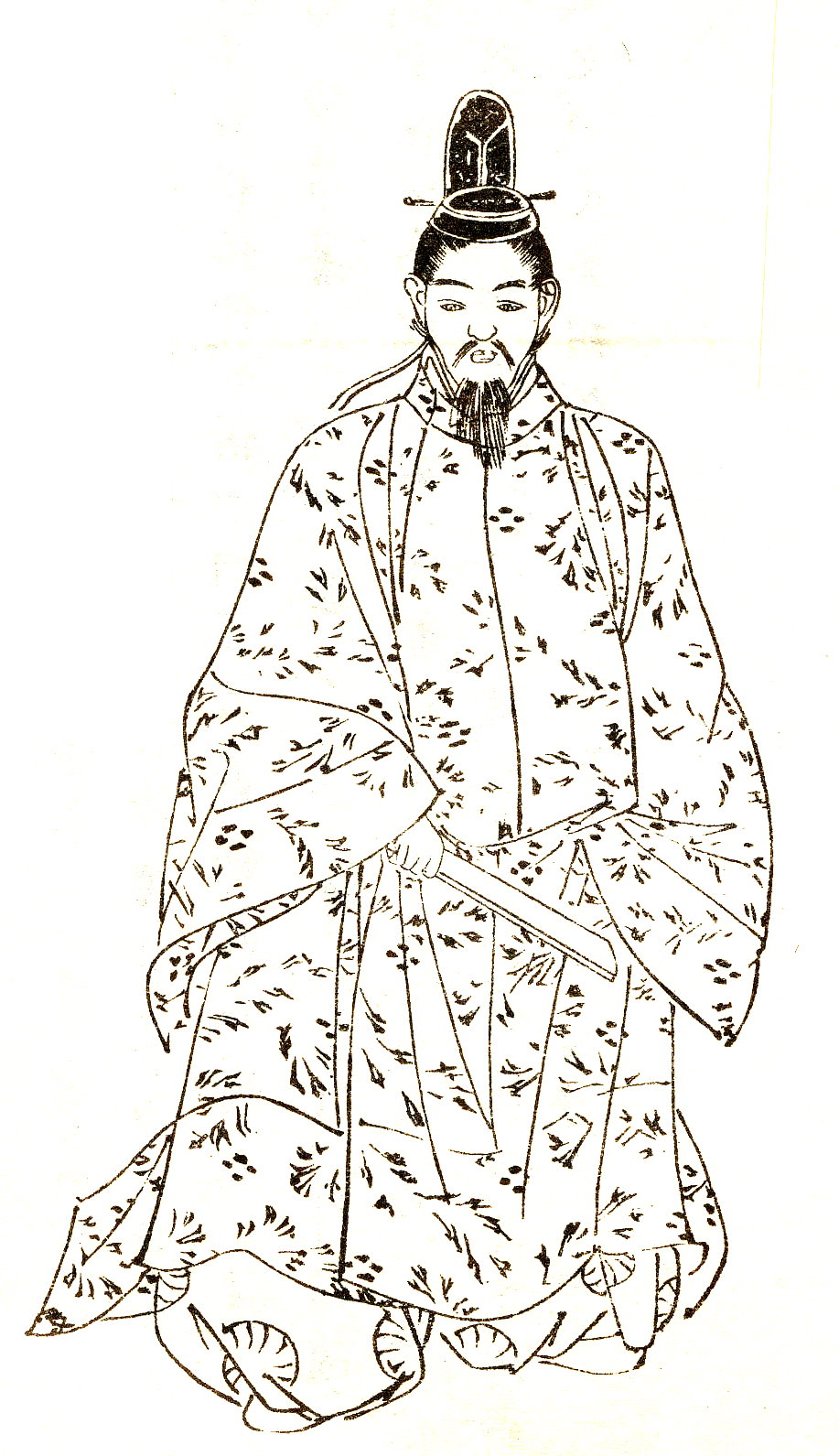
Fujiwara no Kintō né en 966.

Cette page dresse une liste de personnalités nées au cours de l'année 966 :
- Ding Wei (en), Premier ministre de Chine.
- Fujiwara no Kintō, ou Dainagon Kintō, poète japonais ainsi qu'un bureaucrate de l'époque de Heian et un membre du clan Fujiwara.
- Fujiwara no Michinaga, membre du clan japonais des Fujiwara.
- Heonjeong (en), reine de Corée, de la dynastie Goryeo.
- Lu Zongdao (en), ministre de la dynastie Song.
- Sharif al-Murtaza (en), théologien arabe.

date incertaine (vers 966)
- Ardolf Ier de Guînes, dit le Posthume, deuxième comte de Guines.

## Crédit d'auteurs
- Cet article est partiellement ou en totalité issu de l'article intitulé « 966 » (voir la liste des auteurs).